# Purism
Acest articol se referă la un stil artistic. 

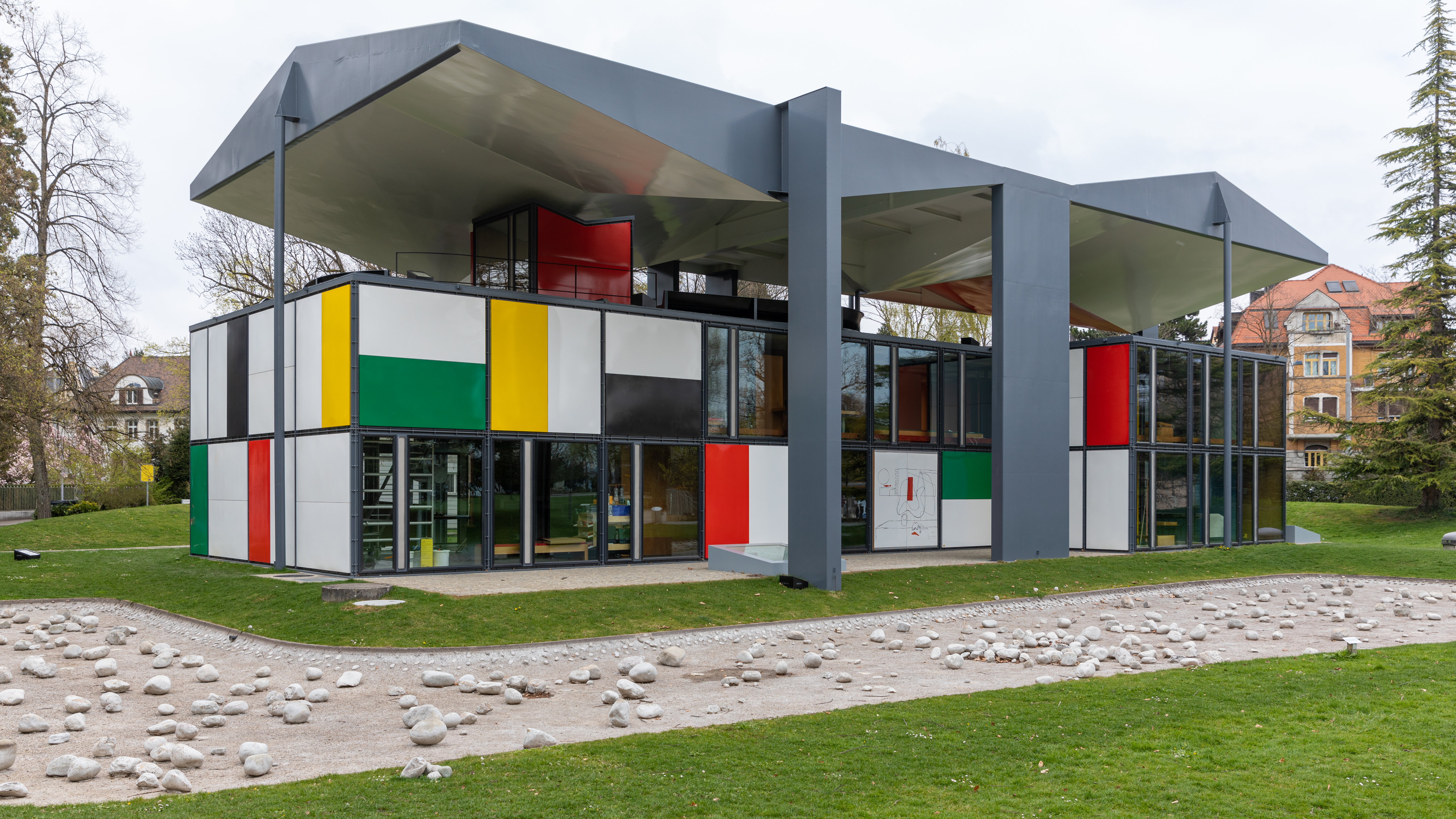
Centrul Le Corbusier — Zürich, SWI

Purismul a fost o variantă a cubismului susținută de pictorul francez Amédée Ozenfant și de arhitectul franco-elvețian Charles-Edouard Jeanneret, cunoscut mai ales sub pseudonimul de Le Corbusier, respectiv adoptată de unii pictori și arhitecți ai deceniilor douăzeci și treizeci ale secolului 20.
În propriul lor manifest artistic, Après le Cubisme, publicat în 1918, cei doi artiști francezi definesc idea lor de bază în promovarea viziunii puriste.
Purismul artelor vizuale, în varianta sa originară a celor doi francezi, Ozenfant și Le Corbusier a influențat profund arta secolului 20, fiind cvasi-contemporană cu teoria neoplasticismului a neerlandezilor Theo van Doesburg și Piet Mondrian, dar și atrăgând apariția altor manifeste și curente artistice, precum au fost ulterioarele curente ale precizionismlui și hiper-realismului, ambele originate în Statele Unite ale Americii.

## Creare
Dorind să se întoarcă la formele de bază inspirate de mașinile moderne și în special în cazul elementelor decorative, Ozenfant și Le Corbusier au accentuat folosirea secțiunii de aur, proporție folosită frecvent de artiștii vizuali, încâ din vremuri demult apuse, care reprezintă un număr irațional cunoscut încă din antichitate (soluția pozitivă a ecuației :{\displaystyle \varphi ^{2}-\varphi -1=0}, adică :{\displaystyle \varphi _{1}={\frac {1+{\sqrt {5}}}{2}}\approx 1,61803\,39887\,...}).
De multe ori, această declarație de intenție a celor doi poate fi recunoscută în operele lor. Teoria purismului este prezentată extensiv de cei artiști doi francezi în cartea La peinture moderne, apărută la Paris, în 1925.

## Prezență în arte
Lucrările puriste sunt ușor de recunoscut pentru utilizarea explicită a formelor geometrice și a zonelor extinse de culori pure, respectiv pentru suprafețele de pictat foarte netede. Ambele caracteristici prefigurau stilul ulterior, cunoscut ca Hard Edge, din pictura americană, care urmau a avea aceleași accentuări ale definirii foarte clare a formei.
Interesul lui Le Corbusier în reprezentarea mecanică, respectiv prezentarea proporțiilor pure a persistat până în operele sale arhitecturale târzii. Chiar și în lucrări de natură foarte diferită, așa cum sunt complexul de locuit Unité d'Habitation din Marsilia, realizat în 1945, considerat de stil clar brutalist, respectiv în cunoscuta capelă Chapel Notre Dame du Haut, din Ronchamp, 1950, realizată în maniera arhitecturii moderniste, influența esteticii puriste poate fi remarcată.
Alți creatori de artă, așa cum au fost arhitectul și pictorul ceh Bedřich Feuerstein, sau grupul de artiști estonieni din Tallinn, cunoscut ca Eesti Kunstnike Rühm, format din Arnold Akberg, Mart Laarman, Henrik Olvi și Juhan Raudsepp, au fost printre epigonii mișcării puriste. Spre exemplu, jurnalul grupului estonian, "Uue Kunsti Raamat", sau "Cartea noii arte, apărută în 1928, a fost influențată masiv de L'Esprit Nouveau și de „chemarea la rațiune și ordine” a purismului francez originar.